# Rắn và khuyên lưỡi
Rắn và khuyên lưỡi (Nhật: 蛇にピアス Hepburn: Hebi ni Piasu) là một quyển tiểu thuyết của tác giả người Nhật Bản Kanehara Hitomi. Tác phẩm theo chân Lui, một phụ nữ trẻ sống tại Tokyo có niềm đam mê với việc cải tạo thân thể và bạo dâm. Tác phẩm xuất bản lần đầu trên tạp chí văn học Shōsetsu Subaru vào năm 2003 với tư cách là chủ nhân của giải thưởng Văn chương Subaru lần thứ 27, và sau đó được tái bản một lần nữa vào năm 2004 sau khi đoạt giải Akutagawa lần thứ 130.
Mặc dù vấp phải nhiều ý kiến đánh giá trái chiều, song Rắn và khuyên lưỡi vẫn được các nhà phê bình văn học đại chúng ghi nhận là một tác phẩm có tầm quan trọng trong văn học Nhật Bản đương đại, không chỉ vì sự miêu tả chân thực về văn hóa thanh thiếu niên Nhật Bản thời hậu bong bóng mà còn vì những tranh cãi trong hình ảnh của chính tác giả viết ra nó. Tác phẩm đã được bán ra hơn một triệu bản tại thị trường Nhật Bản và được dịch ra hơn 16 thứ tiếng, đồng thời được chuyển thể thành phim điện ảnh.

## Nội dung
Lui, cô gái trẻ sống tại Tokyo, Nhật Bản tìm được một người bạn trai mới tên là Ama. Cô ấn tượng với chiếc lưỡi chẻ đôi của anh vì nó giống như chiếc lưỡi của một con rắn. Sau khi thử nghiệm xỏ khuyên bằng nhiều chiếc khuyên lớn, cô quyết định sẽ thử cải tạo thân thể giống như Ama. Lui và Ama đến thăm Shiba, một nghệ nhân xăm hình và cũng là người cải tạo cơ thể. Để có được chiếc lưỡi giống như Ama, cô để cho Shiba nhét những chiếc đinh vào lưỡi mình. Sau một thời gian, Lui dần thấy mình có mối quan tâm đến Shiba, vì vậy cô thường xuyên quay lại cửa hàng một mình. Từ đó, Lui bí mật bắt đầu một mối quan hệ tình dục bạo lực và bạo dâm với Shiba.
Một buổi tối nọ, khi Lui, Ama và Maki (bạn của Lui) đi bộ đến ga tàu ở Shinjuku, họ đụng độ hai tên du côn. Một tên du côn đã có hành vi quấy rối tình dục Lui, sờ ngực cô và lăng mạ cô. Ama không kiềm chế được liền xông đến đánh cho hai tên du côn một trận. Một tên bỏ chạy đi báo cảnh sát còn tên kia bị Ama đánh liên tục vào mặt, mặc cho những lời can ngăn của Lui và Maki. Ama sau đó đã tặng cho Lui chiếc răng của tên du côn này như một biểu tượng tình yêu của mình dành cho cô. Bất chấp tình cảm của Ama, Lui dần cảm thấy xa cách với anh, trong khi vẫn tiếp tục lén lút quan hệ tình dục với Shiba. Lui quyết định sẽ để cho Shiba xăm kín lưng mình hình xăm giống hệt như của Ama. Sau đó, trên một bản tin thời sự, Lui biết được rằng tên du côn mà Ama đánh đã chết và anh đang bị cảnh sát truy lùng. Cô quyết định buộc Ama phải thay đổi vẻ ngoài của mình.
Rồi một ngày, Ama đột nhiên bặt vô âm tín. Xác của anh sau đó được tìm thấy với nhiều dấu hiệu bị tra tấn, hành hạ và hiếp dâm. Khi nhận được tin, Lui trở nên suy sụp, lao đầu vào tự hành hạ bản thân bằng cách nhịn đói, uống rượu và tăng tốc quá trình xỏ khuyên lưỡi. Sau đó, cô phát hiện ra nhiều bằng chứng cho thấy Shiba là kẻ đã ra tay sát hại Ama, đồng thời nghi ngờ về mối quan hệ của Ama và Shiba. Tuy nhiên khi được cảnh sát hỏi về việc liệu Ama có phải là người song tính hay không, Lui đã phủ nhận điều đó. Sau khi để Shiba hoàn thành hình xăm cho mình, Lui quyết định tiến tới một mối quan hệ lâu dài với anh.

## Chủ đề chính
Các phân tích học thuật về Rắn và khuyên lưỡi đều tập trung vào những chủ đề như sự phản kháng của một nhóm người, vai trò của giới tính, cũng như vấn đề hàng hóa hóa. Nhà nghiên cứu văn hóa Mark Driscoll, viết trên tạp chí Cultural Critique, lập luận rằng trong khi việc xăm mình, tự làm hại bản thân và các hoạt động tình dục bạo lực được mô tả một cách rõ nét, thể hiện những tiểu văn hóa xa lạ hoàn toàn với nhiều độc giả, thì bức chân dung mà Kanehara Hitomi vẽ nên về các nhân vật của cô, thể hiện rằng họ là những "kẻ theo chủ nghĩa tiêu thụ, sống khép mình và không muốn hoặc không thể giao tiếp với những người không giống mình", đã khẳng định lại một lần nữa những định kiến phổ biến về thanh thiếu niên Nhật Bản, đặc biệt là những người làm việc bán thời gian được gọi là những furītā.:182 Viết trên tạp chí Japanese Language and Literature, David Holloway cũng đưa ra ý kiến tương tự, cho rằng dù được mô tả như một nhân vật sống ngoài lề xã hội, bất tuân quy tắc, nhưng cuối cùng Lui lại là hình mẫu mà phụ nữ Nhật Bản kỳ vọng về vai trò của người phụ nữ của gia đình trong xã hội chính thống.
Trên tạp chí Japan Forum, Rachel DiNitto cho rằng các yếu tố tiểu văn hóa của tác phẩm đã thể hiện sự phản kháng với văn hóa chính thống Nhật Bản và điều đó thực sự phản ánh một sự thiên vị với văn hóa phương Tây. Thay vào đó, cô đề xuất rằng Kanehara Hitomi nên thể hiện sự phản kháng trong tác phẩm của mình thông qua quá trình trải nghiệm cơ thể của Lui trong một xã hội đặt nặng vào vấn đề hàng hóa hóa và thực tại ảo. Reuben Welsh cũng có cách diễn giải tương tự, chỉ ra hành động mà Lui nghiến nát và ăn những chiếc răng mà Ama tặng cô trong tác phẩm như một "hành động hấp thụ một cách tự nhiên", một "điều gì đó bền vững và có giá trị trong một nền văn hóa tiêu dùng không bền vững".:164 Trong khi đó, cả Rachel DiNitto và David Holloway cũng thừa nhận rằng Rắn và khuyên lưỡi có nét tương đồng với các tác phẩm văn học Nhật Bản được xuất bản ngay sau chiến tranh thế giới thứ hai, như tác phẩm Nikutai no mon của Taijiro Tamura. Các nhân vật trong tác phẩm này đã lấy lại quyền kiểm soát về cơ thể của họ sau một quá trình bị ép buộc, để rồi họ sử dụng cơ thể của họ như như một phương tiện để phản kháng.

## Hoàn cảnh sáng tác
Khi còn là một học sinh tiểu học, Kanehara Hitomi đã cảm thấy chán nản với những bài học ở trường và bỏ học để giao du với bạn bè. Bố cô là Kanehara Mizuhito, một giáo sư chuyên ngành xã hội học của Đại học Hosei. Trong một chuyến nghiên cứu ở San Francisco, ông đã đưa con gái mình theo. Vì thế, Hitomi thỉnh thoảng đã tham gia vào các khóa học tại một trường học ở Mỹ. Trong thời gian sống ở Mỹ, Hitomi được cha cho phép đọc các tác phẩm có nội dung bạo lực và tình dục của Murakami Ryu và Yamada Amy.
Sau đó, Hitomi quay về Nhật Bản và bắt đầu học sơ trung, nhưng cô bắt đầu mắc chứng biếng ăn tâm thần và tự làm hại bản thân. Mặc cho mẹ mình khuyên ngăn, Hitomi đã bỏ học ngay năm đầu tiên học cao trung. Cô bỏ nhà đi và bắt đầu sáng tác, bao gồm tác phẩm Rắn và khuyên lưỡi. Tác phẩm là chính trải nghiệm cá nhân của Hitomi về việc cắt xẻo cơ thể, suy nghĩ tự sát, cải tạo thân thể và thời gian sống cùng nhiều người bạn trai khác nhau. Theo Hitomi, Rắn và khuyên lưỡi chính là tác phẩm mà cô "buộc phải kể". Cha của Hitomi là người đã ở bên cạnh hỗ trợ nghiệp sáng tác của cô, sắp xếp cho cô tham gia một khóa học về viết tiểu thuyết dành cho sinh viên năm hai tại trường đại học nơi ông là giáo sư, đồng thời chỉnh sửa bản thảo của Rắn và khuyên lưỡi trước khi tác phẩm được đăng ký tham gia các giải thưởng văn học.

## Xuất bản và đón nhận

### Tại Nhật Bản
Rắn và khuyên lưỡi đã giành chiến thắng tại Giải thưởng Văn chương Subaru (すばる文学賞 Subaru Bungakushō) năm 2003 cho hạng mục các tác phẩm chưa được xuất bản. Tháng 11 cùng năm, tác phẩm được đăng lần đầu trên tạp chí văn học Shōsetsu Subaru. Đến tháng 1 năm 2004, Rắn và khuyên lưỡi giành giải Akutagawa lần thứ 130. Cùng với Wataya Risa cho tác phẩm Cái lưng muốn đá, Kanehara Hitomi đã trở thành người trẻ tuổi nhất đoạt giải tại giải thưởng văn học này (lần lượt 20 tuổi và 19 tuổi). Thành viên của hội đồng chấm giải là Murakami Ryu khen ngợi tác phẩm là một "bức tranh cơ bản về thời đại của chúng ta", đồng thời mô tả rõ nét "những gì xuất hiện trong tâm trí của những người phụ nữ trẻ trong xã hội ngày nay".
Tại lễ trao giải Akutagawa, Kanehara Hitomi đã xuất hiện trong diện mạo "một chiếc áo hở vai, cắt xẻ với dây đeo áo lộ bra, một chiếc váy ngắn xòe, đi giày cao gót, mặc tất nylon đến giữa đùi, đeo nhiều khuyên và mang kính áp tròng màu ánh xám".:453 Báo chí đưa tin về sự kiện đã nhấn mạnh sự đối lập giữa vẻ trẻ trung, bụi bặm đường phố của Hitomi với phong cách thời trang "kín đáo và cổ lỗ sĩ" của Wataya Risa. Những cuộc phỏng vấn và ảnh chụp hai tác giả thắng cuộc không những xuất hiện trên các phương tiện truyền thông quốc gia của Nhật Bản, mà còn xuất hiện trên các ấn bản nước ngoài như GQ và Cosmopolitan cùng các ấn phẩm có khuynh hướng người lớn như Weekly Playboy. Trong các cuộc phỏng vấn, Hitomi thường kể về những khó khăn trong cuộc sống cá nhân, ý định tự tử và tự làm hại bản thân của cô, củng cố nhận thức rằng Hitomi là một người kể chuyện chân thực của văn hóa thanh thiếu niên Nhật Bản.
Việc hình ảnh của Kanehara Hitomi được "thương mại hóa theo cách chưa từng có" đã đặt ra nhiều dấu hỏi cho giá trị thực sự bên trong tác phẩm mà chính cô mang lại.:458 Các nhà phê bình cho rằng việc Rắn và khuyên lưỡi đoạt giải chủ yếu nhằm mục đích quảng bá tác phẩm đến với những đối tượng độc giả trẻ, và điều này là minh chứng cho những tiêu chuẩn văn chương đang ngày càng suy giảm. Tuy nhiên, nhiều chỉ trích vẫn nhắm vào Hitomi hơn thay vì nhắm vào tác phẩm. Trong một bài phê bình bằng tiếng Anh cho hai tác phẩm đoạt giải Akutagawa, Janet Ashby từ tờ The Japan Times chê bai "yếu tố định kiến giới" trong quá trình mà truyền thông thổi phồng hai nữ nhà văn, cũng như cho rằng cả hai sáng tác "có một chút gì đó gây thất vọng". Riêng Rắn và khuyên lưỡi, nhà phê bình này cho rằng tác phẩm có "cái kết nhìn chung là không hài lòng".
Sau khi giành giải thưởng Akutagawa, Rắn và khuyên lưỡi được tái bản cùng với tác phẩm của Wataya Risa trên tạp chí văn học Bungeishunjū. Tác phẩm cũng được công ty xuất bản Shueisha tái bản dưới dạng sách in. Chỉ trong 3 tháng sau khi đoạt giải,  tạp chí Bungeishunjū đã bán ra tổng cộng 1,1 triệu ấn bản từ các tác phẩm đoạt giải, riêng Rắn và khuyên lưỡi đã bán ra hơn 500.000 bản. Báo chí lúc bấy giờ lưu ý rằng tuy nhiều đàn ông trung niên đã mua tác phẩm của Kanehara Hitomi, nhưng họ yêu thích ấn bản tạp chí hơn là ấn bản sách, vì bìa sách chủ yếu được thiết kế để thu hút độc giả nữ. Doanh số xuất bản cao bất thường và sự quan tâm lớn của truyền thông xung quanh tác phẩm cũng nhận được sự quan tâm lớn từ truyền thông quốc tế. Một bài viết trên tờ The New York Times đã mô tả quyển sách là "một bức tranh mạnh mẽ về một thế hệ sống trong thời kỳ hậu bong bóng".

### Ấn bản tiếng Anh
Ngay sau khi Rắn và khuyên lưỡi phát hành tại Nhật Bản, công ty E. P. Dutton đã mua được bản quyền phát hành tác phẩm bằng tiếng Anh. Năm 2005, bản dịch tiếng Anh của tác phẩm với tên Snakes and Earrings, do David Karashima dịch, được E. P. Dutton phát hành tại Mỹ; Vintage Books chịu trách nhiệm xuất bản ở Anh. Tác phẩm nhận được các đánh giá nhìn chung tích cực. Trang Kirkus Reviews khen ngợi tác phẩm "gây ấn tượng mạnh mẽ và tạo nên cảm giác lo sợ"; Marie Claire thì cho rằng tác phẩm "gây mê hoặc", trong khi trang The Village Voice xem Rắn và khuyên lưỡi là "một cú sốc khó khăn về tinh thần vô nghĩa của Tokyo". Viết cho tờ The Guardian, Maya Jaggi khen ngợi tác phẩm là "một cuốn tiểu thuyết về sự cô lập gây sốc nhưng không gây hoảng hốt quá mức", đồng thời cho rằng nó "mang lại nhiều giá trị hơn là sự quan tâm từ công chúng".
Các đánh giá khác về bản dịch tiếng Anh của tác phẩm cũng thừa nhận tầm quan trọng to lớn của Rắn và khuyên lưỡi trong địa hạt văn chương Nhật Bản đương thời. Viết trên tờ Financial Times, Andrew Lee ấn tượng với cách mà Kanehara Hitomi mô tả văn hóa thanh thiếu niên Nhật Bản, khẳng định tác phẩm "đơn giản, mạch lạc một cách sâu sắc", đồng thời ví Rắn và khuyên lưỡi như một hình mẫu của xu hướng văn hóa đang nâng tầm các nữ sinh trung học lên vị thế biểu tượng như geisha trong văn hóa Nhật Bản. Viết trên tờ The Independent, Victoria James, cựu biên tập viên của tờ Japan Times, đã xếp Rắn và khuyên lưỡi vào một nhóm chung với các tác phẩm của Sakurai Ami và Akasaka Mari, không phủ nhận chất lượng của tác phẩm nhưng cũng bày tỏ sự hoài nghi về bất kỳ tác động lâu dài nào của nó đối với vấn đề tình dục ở những người phụ nữ trẻ.
Những lời phê bình về Rắn và khuyên lưỡi trong ấn bản tiếng Anh đều liên quan đến độ dài cũng như phần kết của nó. Trong khi những đánh giá khen ngợi tập trung vào sự phát triển nhân vật xuất sắc của Kanehara Hitomi, thì bài đánh giá của Prudence Peiffer trên Library Journal nhận thấy "cái kết vội vàng" của tác phẩm khá dễ đoán, với việc bản thân tác phẩm thiếu sót cả về nghĩa bóng lẫn nghĩa đen. Viết cho Artforum, Christine Thomas cũng cho rằng Hitomi có khả năng "quan sát một cách nhạy bén về thực tế cuộc sống hàng ngày", nhưng cũng đồng thời cho rằng cái kết là gượng ép, thiếu tự nhiên khi cố gắng tìm kiếm sự chuộc tội cho bản thân nhân vật chính. Karen Karbo của tạp chí Entertainment Weekly so sánh Rắn và khuyên lưỡi với Less than Zero của Bret Easton Ellis cho rằng phần kết "vừa lạnh lẽo, buồn bã, vừa đầy cảm xúc". Tuy nhiên, nhà phê bình này cũng đặt câu hỏi về tính sáng tạo của tác phẩm.

### Tại Việt Nam
Tại Việt Nam, tác phẩm được Nhã Nam phát hành thông qua Nhà xuất bản Văn học vào năm 2009 với tên Rắn và khuyên lưỡi, do dịch giả Uyên Thiểm dịch sang tiếng Việt. Báo điện tử VnExpress cho rằng tác phẩm "là câu chuyện về nỗi đau và sự bi quan". Phạm Thùy Linh của báo Pháp luật Việt Nam khen ngợi "những cảnh sinh hoạt trai gái, quan hệ nam nữ cũng được miêu tả trần trụi nhưng không hề dung tục". Cô khẳng định Rắn và khuyên lưỡi "không đơn thuần là sex và chuyện ăn chơi của giới trẻ lang thang trong xã hội Tokyo, mà còn là sự lên án xã hội đã đẩy họ lạc bước vô định trong cuộc đời không rõ tương lai".

## Chuyển thể thành phim điện ảnh

### Sản xuất
Một bộ phim chuyển thể cùng tên do Ninagawa Yukio đạo diễn, với sự tham gia của Yoshitaka Yuriko, Kora Kengo và Iura Arata bắt đầu bấm máy vào tháng 11 năm 2007. Đạo diễn Ninagawa Yukio quyết định thay đổi địa điểm thành Shibuya so với Shinjuku trong nguyên tác với mục đích quay một cảnh mở đầu toàn cảnh tại Shibuya Crossing. Đó là cảnh mở đầu mà theo vị đạo diễn này là ông đã lấy cảm hứng từ phim Fitzcarraldo của Werner Herzog. Yoshitaka Yuriko được chọn cho vai nữ chính sau một buổi thử vai mà cô bị buộc phải khỏa thân để diễn.
Trong quá trình quay phim, Yuriko đã vướng vào một vụ tai nạn xe hơi nghiêm trọng và phải trải qua quá trình chăm sóc đặc biệt trong vài ngày. Cô trở lại phim trường sau đó, khẳng định rằng trải nghiệm đó đã giúp cô hiểu hơn về nỗi đau của nhân vật. Hầu hết hình xăm và khuyên trong bộ phim, bao gồm khuyên lưỡi của nhân vật Lui đều được tạo ra thông qua trang điểm và kĩ xảo vi tính. Kanehara Hitomi cũng tham gia viết lời nhạc cho ca khúc chủ đề của bộ phim. Bài hát do Chara trình bày.

### Phát hành và đón nhận
Bộ phim được gắn nhãn R-15 và được phát hành tại Nhật Bản vào tháng 9 năm 2008. Phim đứng ở vị trí thứ 15 trong danh sách những phim ăn khách nhất phòng vé Nhật Bản trong tuần đầu công chiếu, với tổng doanh thu xấp xỉ 100.000 đô la Mỹ. Doanh thu cuối cùng của phim là 510.000 đô la Mỹ. Nhờ vai chính trong phim, Yoshitaka Yuriko đã nhận được giải Diễn viên mới xuất sắc nhất tại Giải Viện Hàn lâm Nhật Bản lần thứ 32, và hạng mục tương tự tại lễ trao giải Ruy băng xanh lần thứ 51 cũng như Giải phê bình điện ảnh Nhật Bản.
Bộ phim đã được công chiếu tại nhiều liên hoan phim quốc tế, bao gồm Liên hoan phim quốc tế Busan 2008 và Liên hoan phim châu Á New York 2009. Viết cho tạp chí Variety, Russell Edwards lại dành lời chê bai bộ phim, chỉ trích sự kém cỏi của đạo diễn và diễn xuất của các nam diễn viên chính, đồng thời đánh giá Yoshitaka Yuriko là một "nữ diễn viên quyến rũ" nhưng vẫn "thiếu kỹ năng để đảm nhận vai diễn". Charles Webb của Screen Anarchy cũng dành cho bộ phim những đánh giá tiêu cực, gọi đây là "bộ phim nghệ thuật tồi tệ nhất không có khả năng gây hứng thú vì dàn nhân vật ngớ ngẩn và những tình huống vô nghĩa".

## Bản dịch
- 뱀에게피어싱 (bằng tiếng Hàn). Chong Yu-Ri biên dịch. Munhak Tongne. 2004. ISBN 9788982818547.
- Serpientes y piercings (bằng tiếng Tây Ban Nha). Makiko Tsujimoto biên dịch. Emecé Editores. 2005. ISBN 9788495908353.
- Serpenti e piercing (bằng tiếng Ý). Alessandro Clementi biên dịch. Fazi. 2005. ISBN 9788881126200.
- Snakes and Earrings (bằng tiếng Anh). David Karashima biên dịch. Dutton. 2005. ISBN 9780525948896.
- 蛇信舆舌環 (bằng tiếng Trung). Xiao Shimei biên dịch. Jiānduān chūbǎn gǔfèn yǒuxiàn gōngsī. 2005. ISBN 9789571029696.
- Serps i pírcings (bằng tiếng Catalan). Albert Mas-Griera biên dịch. Columna. 2005. ISBN 9788466406512.
- Slanger & piercinger (bằng tiếng Đan Mạch). Sara Koch biên dịch. Hr. Ferdinand. 2006. ISBN 9788791746130.
- Hadi a náušnice (bằng tiếng Séc). Jan Levora biên dịch. Argo. 2006. ISBN 9788072037902.
- Slangen & piercings (bằng tiếng Hà Lan). Paul Wijsman biên dịch. Prometheus. 2006. ISBN 9789044607567.
- Tokyo love (bằng tiếng Đức). Sabine Mangold biên dịch. List. 2006. ISBN 9783471795385.
- Η γλώσσα του φιδιού (bằng tiếng Hy Lạp). Giannis Spandonis biên dịch. Oceanida. 2006. ISBN 9789604104147.
- Języki i kolczyki (bằng tiếng Ba Lan). Witold Nowakowski biên dịch. Albatros A. Kuryłowicz. 2007. ISBN 9788373593350.
- Pirszinget a kígyónak (bằng tiếng Hungary). Mónika Nagy biên dịch. Magvető. 2007. ISBN 9789631425567.
- Cobras e piercings (bằng tiếng Ba Lan). Jefferson José Teixeira biên dịch. Geração. 2007. ISBN 9788560302123.
- Ormar och piercing (bằng tiếng Thụy Điển). Helen Enoksson biên dịch. Modernista. 2009. ISBN 9789186021412.